# Albret Communauté
Albret Communauté est une communauté de communes française, située dans le département de Lot-et-Garonne et la région Nouvelle-Aquitaine.

## Histoire
Albret Communauté est née de la fusion le 1er janvier 2017 des trois intercommunalités qui formaient le Pays du Cœur d'Albret, un pays (aménagement du territoire) créé en 2005 et disparu à cette occasion : la Communauté de communes des Coteaux de l'Albret, de la Communauté de communes du Val d'Albret et de la Communauté de communes du Mézinais.

## Composition
La communauté de communes est composée des 33 communes suivantes :

| Nom                         | Code Insee | Gentilé           | Superficie (km2) | Population (dernière pop. légale) | Densité (hab./km2) |
| --------------------------- | ---------- | ----------------- | ---------------- | --------------------------------- | ------------------ |
| Nérac (siège)               | 47195      | Néracais          | 62,68            | 6 937 (2022)                      | 111                |
| Andiran                     | 47009      | Andiranais        | 9,89             | 258 (2022)                        | 26                 |
| Barbaste                    | 47021      | Barbastais        | 38,7             | 1 498 (2022)                      | 39                 |
| Bruch                       | 47041      | Bruchois          | 15,89            | 692 (2022)                        | 44                 |
| Buzet-sur-Baïse             | 47043      | Buzéquais         | 21,15            | 1 246 (2022)                      | 59                 |
| Calignac                    | 47045      | Calignacois       | 18,38            | 489 (2022)                        | 27                 |
| Espiens                     | 47090      | Espiennais        | 17,48            | 358 (2022)                        | 20                 |
| Feugarolles                 | 47097      | Feugarollais      | 23,82            | 1 015 (2022)                      | 43                 |
| Fieux                       | 47098      |                   | 14,85            | 327 (2022)                        | 22                 |
| Francescas                  | 47102      |                   | 21,23            | 732 (2022)                        | 34                 |
| Fréchou                     | 47103      | Fréchoulais       | 11,97            | 223 (2022)                        | 19                 |
| Lamontjoie                  | 47133      | Montjoyards       | 17,75            | 555 (2022)                        | 31                 |
| Lannes                      | 47134      | Lannais           | 32,4             | 361 (2022)                        | 11                 |
| Lasserre                    | 47139      | Lasserrois        | 6,49             | 98 (2022)                         | 15                 |
| Lavardac                    | 47143      | Lavardacais       | 15,1             | 2 297 (2022)                      | 152                |
| Mézin                       | 47167      | Mézinais          | 31,58            | 1 455 (2022)                      | 46                 |
| Moncaut                     | 47172      | Moncautois        | 15,76            | 573 (2022)                        | 36                 |
| Moncrabeau                  | 47174      | Moncrabelais      | 49,94            | 741 (2022)                        | 15                 |
| Montgaillard-en-Albret      | 47176      | Mongaillardais    | 8,53             | 167 (2022)                        | 20                 |
| Montagnac-sur-Auvignon      | 47180      | Montagnacais      | 22,69            | 641 (2022)                        | 28                 |
| Montesquieu                 | 47186      | Montesquinois     | 25,53            | 744 (2022)                        | 29                 |
| Nomdieu                     | 47197      | Dieunommés        | 12,59            | 252 (2022)                        | 20                 |
| Pompiey                     | 47207      | Pompieyens        | 19,61            | 213 (2022)                        | 11                 |
| Poudenas                    | 47211      | Poudenaquais      | 17,24            | 200 (2022)                        | 12                 |
| Réaup-Lisse                 | 47221      | Reaupais          | 70,89            | 594 (2022)                        | 8,4                |
| Saint-Pé-Saint-Simon        | 47266      |                   | 17,46            | 185 (2022)                        | 11                 |
| Saint-Vincent-de-Lamontjoie | 47282      | Vincentmontjouais | 15,29            | 226 (2022)                        | 15                 |
| Sainte-Maure-de-Peyriac     | 47258      | Peyriacais        | 23,06            | 305 (2022)                        | 13                 |
| Saumont                     | 47287      | Saumonais         | 6,74             | 242 (2022)                        | 36                 |
| Sos                         | 47302      | Sotiates          | 52,89            | 659 (2022)                        | 12                 |
| Thouars-sur-Garonne         | 47308      | Thouarquais       | 4,03             | 225 (2022)                        | 56                 |
| Vianne                      | 47318      | Viannais          | 9,82             | 980 (2022)                        | 100                |
| Xaintrailles                | 47327      | Xaintraillais     | 10,26            | 378 (2022)                        | 37                 |

## Démographie
| 1968   | 1975   | 1982   | 1990   | 1999   | 2006   | 2011   | 2016   | 2022   |
| ------ | ------ | ------ | ------ | ------ | ------ | ------ | ------ | ------ |
| 27 629 | 26 267 | 25 442 | 25 347 | 24 950 | 25 884 | 26 378 | 26 307 | 25 866 |

## Administration

### Siège
La communauté de communes a son siège à Nérac, au 10 place Aristide Briand.

### Présidence
La communauté d'agglomération est actuellement présidée par Alain Lorenzelli.
| Période      | Période  | Identité         | Étiquette | Qualité        |
| ------------ | -------- | ---------------- | --------- | -------------- |
| janvier 2017 | En cours | Alain Lorenzelli | PRV-UDI   | Maire de Bruch |